# Psorodonotus venosus
Psorodonotus venosus är en insektsart som först beskrevs av Fischer von Waldheim 1839.  Psorodonotus venosus ingår i släktet Psorodonotus och familjen vårtbitare.

## Underarter
Arten delas in i följande underarter:
- P. v. brunneri
- P. v. cryptus
- P. v. venosus
- P. v. zangezuri